# Krasne, Simferopol
Krasne (în ucraineană Красне) este un sat în comuna Pervomaiske din raionul Simferopol, Republica Autonomă Crimeea, Ucraina.

## Demografie
Componența lingvistică a localității Krasne
     Rusă (62,96%)
     Tătară crimeeană (20,99%)
     Ucraineană (14,6%)
     Alte limbi (0,97%)
Conform recensământului din 2001, majoritatea populației localității Krasne era vorbitoare de rusă (62,96%), existând în minoritate și vorbitori de tătară crimeeană (20,99%) și ucraineană (14,6%).